# ワイヤレスマイク
ワイヤレスマイクは、音声の伝送に電磁波を用いるマイクロホンである。また、ごく小規模な送信機でもある。
音声の伝送には有線を使わずとも電波、赤外線、可視光線などの電磁波によることができるが、実用されているのは電波と赤外線によるものである。文字通り線の無いマイクのことであるが、ワイヤレスマイク（wireless micorophone）はイギリス英語で、アメリカ英語ではラジオマイク（radio microphone）という。
- この他にコードレスマイク（cordless micorophone）と呼ばれることもある。

機能的な違いを意味するものではないのだが、日本では電波法第2条第1号で電波を「300万MHz以下の周波数の電磁波」と定義し、これに基づく総務省令・告示等で電波を使用するものをラジオマイクと呼び別記事に解説されている。赤外線によるものも赤外線ワイヤレスマイクとしてやはり別記事で解説されている。
本記事ではそれらの記事との重複しない事項について解説する。

## 概説
ワイヤレスマイクはマイクにケーブルを接続する必要が無いことから、使用者が自由に動くことができ、エンターテインメント業界、テレビ放送、パブリック・アドレス（パブリック・アドレス、電気的な拡声）など幅広い分野で使用される。
アンテナがごく小さなものしか使用できないため、VHF以上の周波数を用いる。
どの周波数が使用できるかは国により異なり、免許の要否も異なる。
900MHz帯、2.4GHz帯、5.8GHz帯などのISMバンドが無線通信に流用されるようになると、免許不要と称してこの周波数帯を使用するものも現われた。
- 各国のワイヤレスマイクの免許についてはWireless microphone licensingも参照

内蔵周波数は、安価なものは1チャンネルのみだが、複数チャンネルから選択できるものもある。
ワイヤレスマイクは有線式マイクの代替として開発されたもので、高音質、伝送の安定性、高ダイナミックレンジ、同時多チャンネル使用が必要な為、変調方式はFM（周波数変調）が当初から用いられてきた。
ダイナミックレンジの改善は占有周波数幅の増大につながり電波の効率的利用には反することとなる。
また、伝送路の雑音によるSN比の劣化もあり、この改善としてコンパンディングが開発された。
更により高音質化（高ダイナミックレンジと高SN比の両立）、多チャンネル化を求めてデジタル化がなされた。
デジタル化にあたっては高音質化と短遅延を両立するコーデックの開発を要した。
その他、PLLによる送受信機の多チャンネル化、マイクそのものの音質改善など技術の進歩は続いている
。

## 形状
主要なものは、ハンドヘルド（handheld）とボディパック（bodypack）の二種類である。
ハンドヘルド
手持ち形、ハンド形とも呼ばれる。従前からある有線マイクのような筐体に送信機と電池が組み込まれている。歴史的にはこの形のものが先に開発された。
ボディパック
ツーピースとも呼ばれる。筐体の中には送信機と電池があるがマイクは無い。この筐体を腰部に装着し襟元のラベリアマイク（Lavalier microphone、略称「lav」、日本での通称はピンマイク、タイピンマイク）やマイク付きのヘッドセットと接続して使用する。使用する周波数が高くなるにつれ、部品の小形化、実装技術の向上が進み筐体も小形になった。
更に小形化は進み、ギターやベースなどの楽器に取り付けて集音するもの、マイク付きヘッドセットに送信機と電池が組み込まれ一体化したもの、プラグイン（plug-in）、プラグオン（plug-on）、スロットイン（slot-in）などと呼ばれる既存の有線マイク底部に取り付けワイヤレスマイク化するユニットなどが登場している。

## 歴史
「誰」がワイヤレスマイクを「発明」したのかは諸説あってわからない。
1945年頃からポピュラーサイエンス誌やポピュラーメカニクス誌に製作記事や通信販売の広告が掲載 されている。
- これらはアマチュアの電子工作やホビー用で業務用ではなく、FM放送も普及しておらず中波放送の周波数を用いたAM（振幅変調）のものである。

フィギュアスケーターでもあるイギリス空軍航空機関士Reg Mooresは、1947年に送信機を製作し、1949年の9月からクリスマスシーズンまでブライトンのスポーツスタジアムでTom Arnoldのアイスショー"Aladdin on Ice"に使用した。Abanazarというキャラクターの衣装に取り付け、異状なく動作した。Mooresは76Mc（当時の周波数単位、MHzに相当）の周波数を違法使用していたので特許出願をしなかった。プロデューサーは、これを使い続けることをせず、俳優や歌手の「隠しマイク」として、アイススケーターの声の「dubbing」 に使い、スケーターが滑走に集中できるようにした。1972年にMooresは1947年の試作品をロンドンのサイエンス・ミュージアムに寄贈した。
McClelland Sounds（カンザス州ウィチタ）の創業者Herbert "Mac" McClellandは、1951年にローレンス・デュモンスタジアムで行われるメジャーリーグ野球の試合でNBCが放送に用いる送信機を製作した。送信機はアンパイアが背負うものであった。Herbertの兄は「アメリカ空軍通信の父」と呼ばれるHarold M. McClelland空軍少将である。
シュアは、1953年発売の「Vagabond88」が "the first practical wireless microphone for performers"（パフォーマーの為の初の実用的なワイヤレスマイク）と称している。
五本のサブミニチュア管で構成された2McのFM送信機で、直径1.4インチ（3.6cm）、長さ12インチ（30cm）、重量1ポンド（450g）、カバー範囲は700平方フィート（65平方メートル）。
これは半径15フィート（4.6メートル）の円に相当する。
ドイツのLaboratorium Wennebostel（現・ゼンハイザー）は、1957年に北ドイツ放送(NDR)と協力してワイヤレスマイクシステム「Lab W」を発表し、1958年に「Mikroport」の商品名でテレフンケンより販売した。Mikroportは、周波数は37Mc、ポケットサイズでカーディオイド指向性のムービング・コイル型マイクを内蔵し、有効距離は300フィート（90m）。
もう一つのドイツのメーカーのベイヤーダイナミックは、1962年に製造された「transistophone」が最初のワイヤレスマイクとしている。
ソニーは1958年に「CR-4ワイヤレスマイク」を発売した。送信機はソリッドステート化され、27.12McのFM、アンテナは蛇腹状のフレキシブルアンテナで、シャツのポケットに収まるほどの大きさで着脱可能なダイナミック・マイクが付属していた。100フィート（30m）まで有効とされ、価格は250ドルであった。受信機は真空管式で、送信機の収納部と音量調節付きの小形モニター用スピーカーが組み込まれていた。1960年には劇場やナイトクラブでの使用に推奨され、1961年にはマリンランドオブザパシフィック（カリフォルニア州ロサンゼルス郡）が、ショーの動物調教師に使用する為に導入した。
ワイヤレスマイクに関して最初に登録された特許は、サンノゼ州立大学（カリフォルニア州）の電子工学技術者Raymond A. Litkeによるものである。形状は葉巻チューブに似て長さ6インチ（15cm)、直径1インチ（2.5cm）、重量7オンス（200g）、ハンドヘルドとラベリアの二種類のマイクが使用でき最大到達距離は0.5マイル（800m）、対になる受信機は17ポンド（7.7kg）の重量があった。Litkeが試作したのは1957年であるが、特許を出願したのは1961年5月8日で1964年5月19日に米国特許第3,134,074号 として登録された。1959年にVega Electronics Corporationにより「Vega-Mike」として製品化され、1959年のスタンフォード大学（カリフォルニア州）で開催された1960年ローマオリンピック予選会で試用された。続いて1960年アメリカ合衆国大統領選挙の民主党と共和党の全国大会で、ABCテレビの記者が、候補に指名されたジョン・F・ケネディとリチャード・ニクソンにインタビューするため、会場でワイヤレスマイクを持って追いかけた。著名人で初めてワイヤレスマイクに声をのせたのは、この二人といわれる。ABCテレビのニュースアンカーJohn Dalyは、7月のニュース放送で「これはVega-Mikeです。マイクケーブルを接続する煩わしさなしに会場のホール内や屋外で放送に使用できました。」とLitkeの発明を賞賛した。後に有用性を認めた連邦通信委員会（FCC）はワイヤレスマイク用の周波数を12チャンネル割り当てた。
映画制作に利用されたのは、1964年公開の『マイ・フェア・レディ』でレックス・ハリソンの声の収録に使用されたのが初めてである。音響技術者のジョージ・グローヴスは、この功績により第37回アカデミー賞録音賞を受賞した。
ミュージシャンでもある電子工学技術者のJohn Nadyは、コンパンディング技術について特許を取得、1976年にNasty Cordless,Inc.（1978年にNady Systemsと改称）を設立した。Nadyはまた、世界初のイヤーモニターシステム（1978年）、初のPLLシンセサイザUHFワイヤレスマイク「UHF-950」（1991年）も開発した。
トッド・ラングレンとローリング・ストーンズは、このシステムをライブコンサートで使用した最初のポピュラーミュージシャンである。1996年にNady SystemsはCBS、ゼンハイザー、Vegaと合同で技術・工学エミー賞を受賞した。
ケイト・ブッシュは、音楽用のワイヤレスマイク付きヘッドセットを初めて使ったアーティストと言われる。
ブッシュは1979年のツアーで、ダンスパフォーマンスで両手が使えるように、自らヘッドセットに小形マイクを針金ハンガーで結びつけた。
このアイデアはマドンナやピーター・ガブリエルなどのアーティスト達がライブパフォーマンスのために使った
。